# Hubertia multifoliosa
Espèce
Hubertia multifoliosa est une espèce de plante à fleurs de la famille des astéracées. Elle est endémique de  l'île de La Réunion, département d'outre-mer français dans le sud-ouest de l'océan Indien.